# 科尔伯特拱廊街

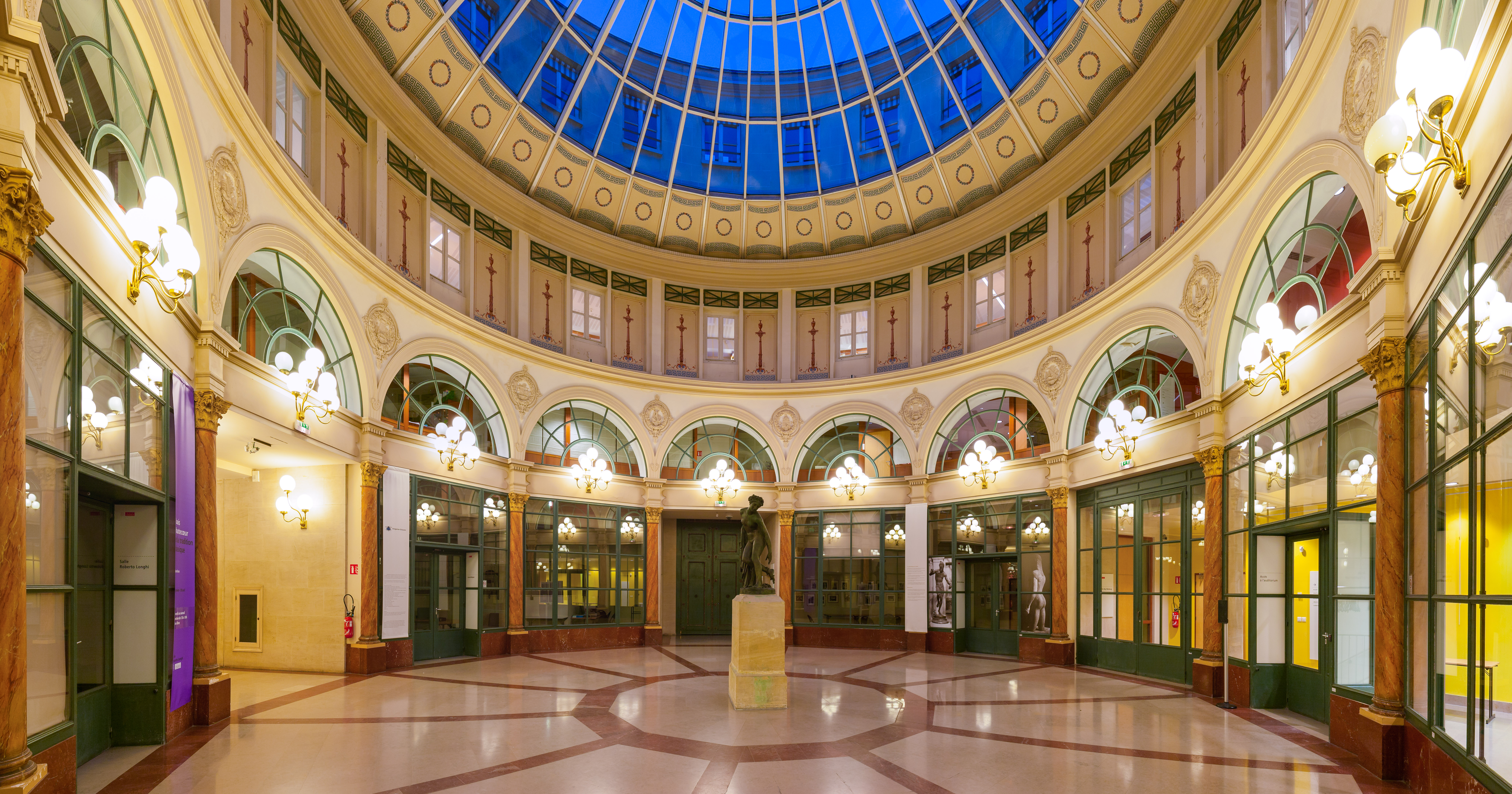

科尔伯特拱廊街（Galerie Colbert）是巴黎第二区的一条拱廊街，两端分别在小场街（rue des Petits-Champs）6号和薇薇安街（rue Vivienne）2号，长83米，宽5米。巴黎第二区还有一条同名拱廊街称为科尔伯特长廊（Passage Colbert）。
科尔伯特拱廊街开业于1826年，是附近薇薇安拱廊街的竞争对手。1980年装修后，被法国国家图书馆买下，后来归属研究美术史和文化遗产的美术史学会。

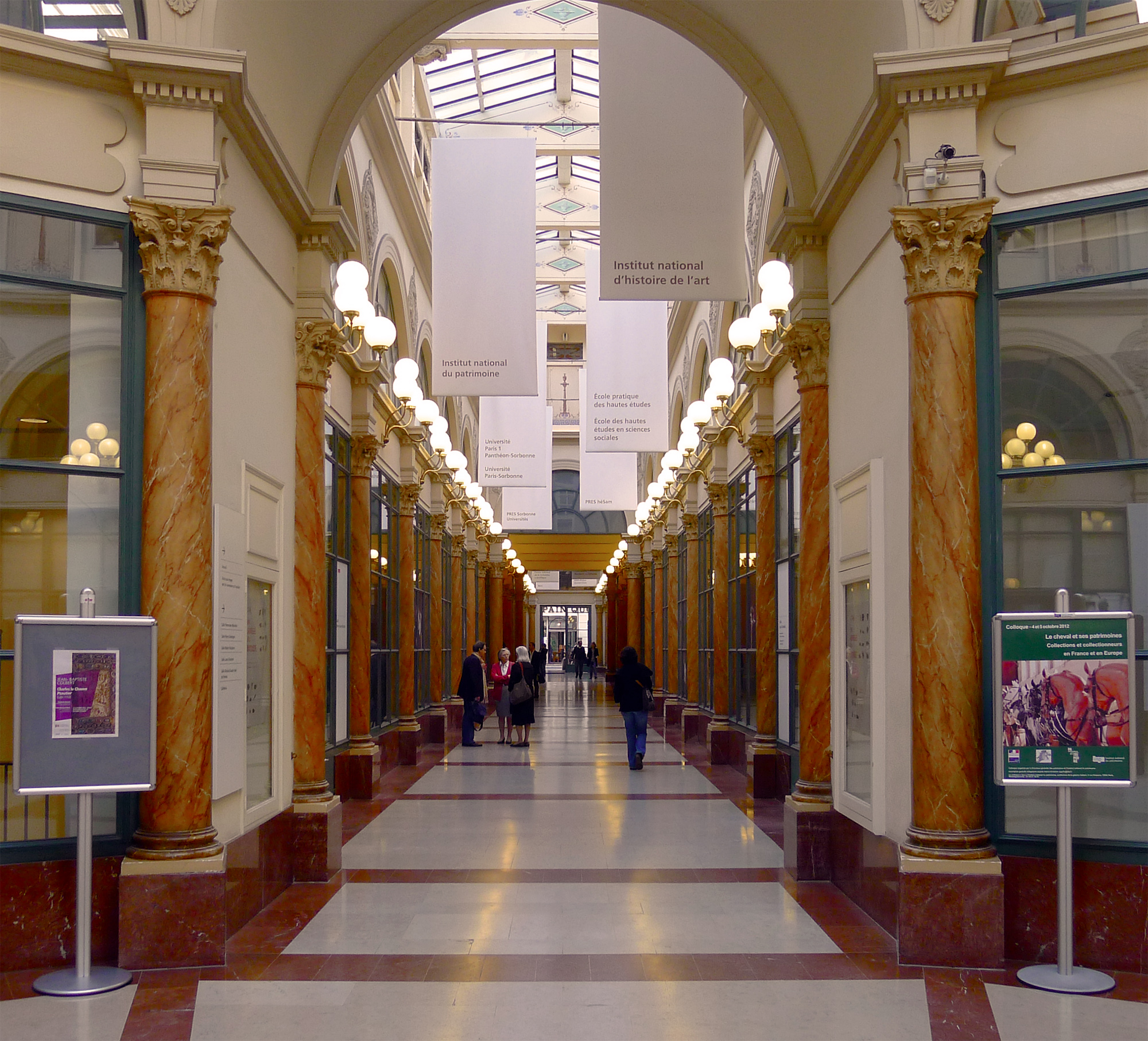
小场街一端
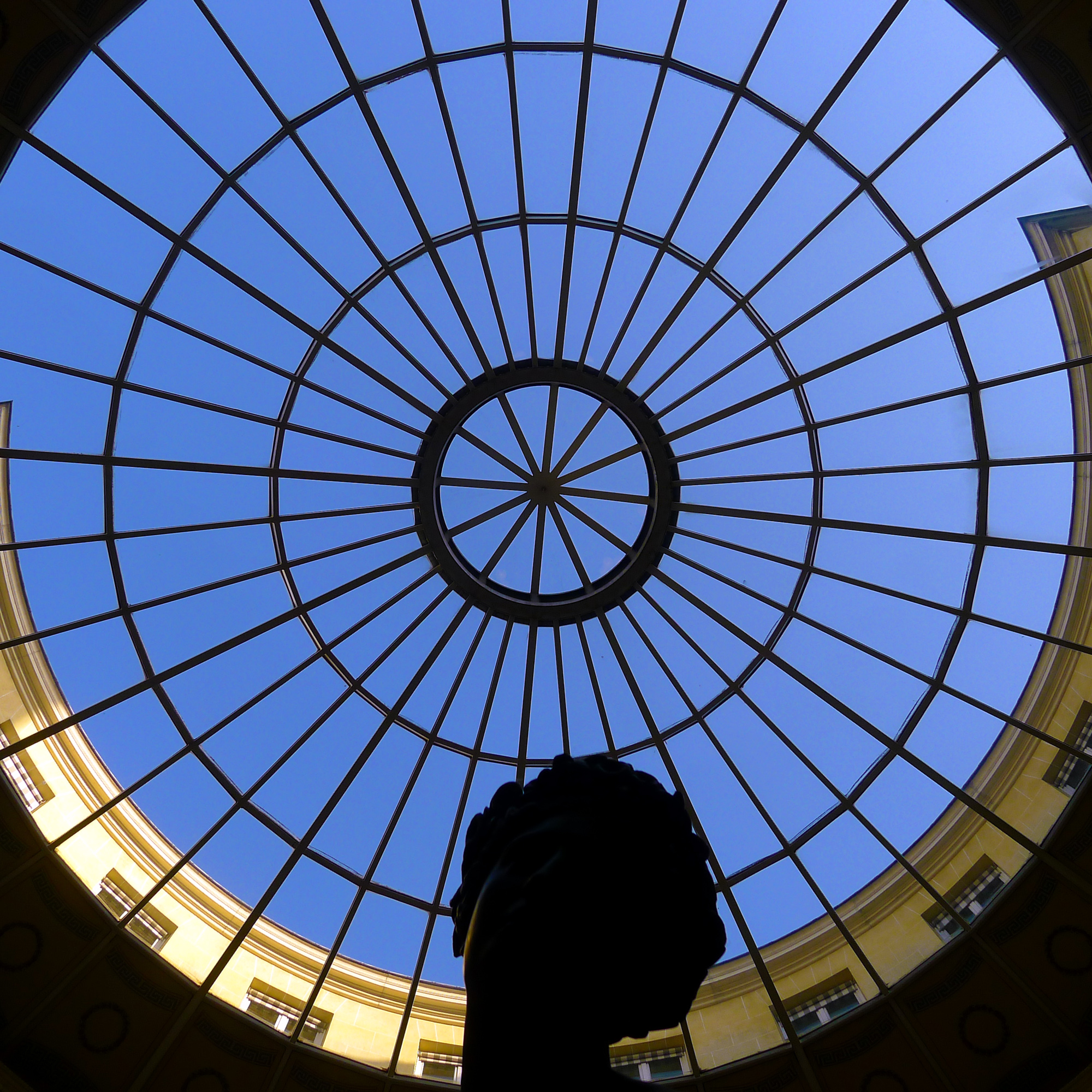
中央穹顶
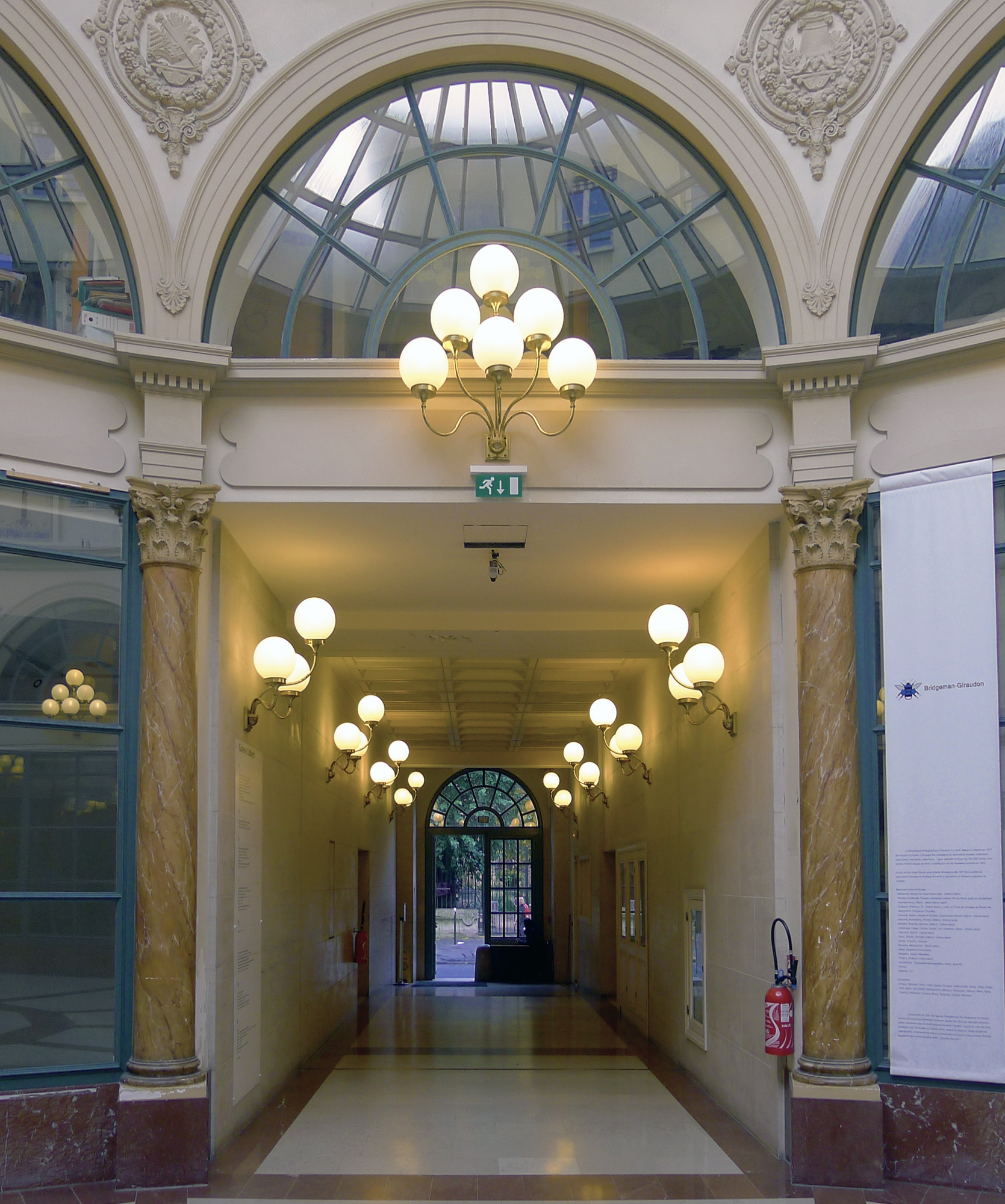
薇薇安街一端

1830年7月29日，柏辽兹在此演唱《马赛曲》。